# 猎鹰9号全推力火箭
獵鷹9號全推力版（英語：Falcon 9 Full Thrust），也稱作獵鷹9號 v1.2（英語：Falcon 9 v1.2），具有Block 1至Block 5等五種版本，是由SpaceX設計和製造的可部分重複使用的中型運載火箭。獵鷹9號全推力版設計於2014–2015年，於2015年12月開始發射。截至2025月3月12日，獵鷹9號全推力版已經進行了428次發射。
在2013年至2015年進行的一項技術開發計劃之後，2015年12月，獵鷹9號運載火箭的全推力版成為第一枚進入軌道後能成功地垂直降落並回收第一級推進器的運載火箭。一些必需的先進技術例如著陸腳，在獵鷹9號 v1.1版本率先開創，但該版本從未成功完好無損地降落回收。從2017年開始，以前飛行的第一級助推器被重新使用，將新的有效載荷發射到軌道上。這很快成為常態，在2018年和2019年，獵鷹9號的所有發射任務中有一半以上都使用重複回收的助推器。
獵鷹9號全推力版是對先前獵鷹9號 v1.1的重大升級，後者於2016年1月完成了其最後一次飛行任務。借助升級的第一級和第二級發動機、更大的第二級推進劑罐以及更高的推進劑密實度，使該載具可以將大量有效載荷運送到地球靜止軌道並進行逆推進著陸以重複使用。